# Хузум (Нинбург)
Хузум (нем. Husum) — община в Германии, в земле Нижняя Саксония.
Входит в состав района Ниэнбург-на-Везере. Подчиняется управлению Ландесберген. Население составляет 2073 человека (на 31 декабря 2010 года). Занимает площадь 39,84 км².
Коммуна подразделяется на 4 сельских округа.
| Год  | Население |
| ---- | --------- |
| 1990 | 1955      |
| 1995 | 1974      |
| 2000 | 2103      |
| 2005 | 2277      |
| 2010 | 2099      |